# Sium sisaroideum
Sium sisaroideum är en flockblommig växtart som beskrevs av Dc. Sium sisaroideum ingår i släktet vattenmärken, och familjen flockblommiga växter. Inga underarter finns listade i Catalogue of Life.